# Celie Sparre
Celie Sparre (* 3. Juli 1987) ist eine schwedische Schauspielerin. Im deutschsprachigen Raum ist sie vor allem durch ihre wiederkehrende Rolle Smilla in verschiedenen IKEA-Werbespots bekannt.
Sparre ist mit dem Schauspieler Adam Pålsson liiert und lebt mit diesem in Stockholm. Kennengelernt hatten sich die beiden bei den Dreharbeiten zu dem Kurzfilm Prinsen. 2015 kam ihre gemeinsame Tochter zur Welt. 2018 wurden die beiden erneut Eltern einer Tochter.

## Filmografie
- 2005: Länge leve Lennart (Kurzfilm)
- 2007: Punkspark (Kurzfilm)
- 2012: Prinsen (Kurzfilm)
- 2015: Min hemlighet (Fernsehserie)
- 2015: Boys (Fernsehserie)
- 2016: Parneviks (Fernsehserie, 1 Folge)
- 2016–2017: Syrror (Fernsehserie)
- 2018: Maria Wern, Kripo Gotland (Jord ska du åter vara)
- 2018: Ingen utan skuld (Fernsehserie)
- 2018: In i Dimman
- 2018: Lyckligare kan ingen vara